# Хорьковый хребет
Хорько́вый хребе́т — горный хребет на востоке Забайкальском крае России, в системе нагорья Олёкминский Становик. Расположен в левобережье реки Белый Урюм и правобережье реки Чёрный Урюм.
Хребет вытянут на 90 км в северо-восточном направлении от горы Арчикой (1503 м) на юго-западе до реки Делир на северо-востоке, где соединяется с Тунгирским хребтом. Максимальная ширина Хорькового хребта достигает 50 км. Преобладающие высоты составляют 1200—1500 м, высшая точка — Ургученский Голец (1584 м). В рельефе хребта преобладают среднегорья с наиболее крутыми склонами в долинах рек и ручьёв. Основные типы ландшафта — горная тайга с марями и еланями, предгольцовые редколесья, каменистые гольцы со стлаником.

## Топографические карты
- Лист карты N-50-XXIII. Масштаб: 1 : 200 000. Указать дату выпуска/состояния местности.